# بنية الأرض

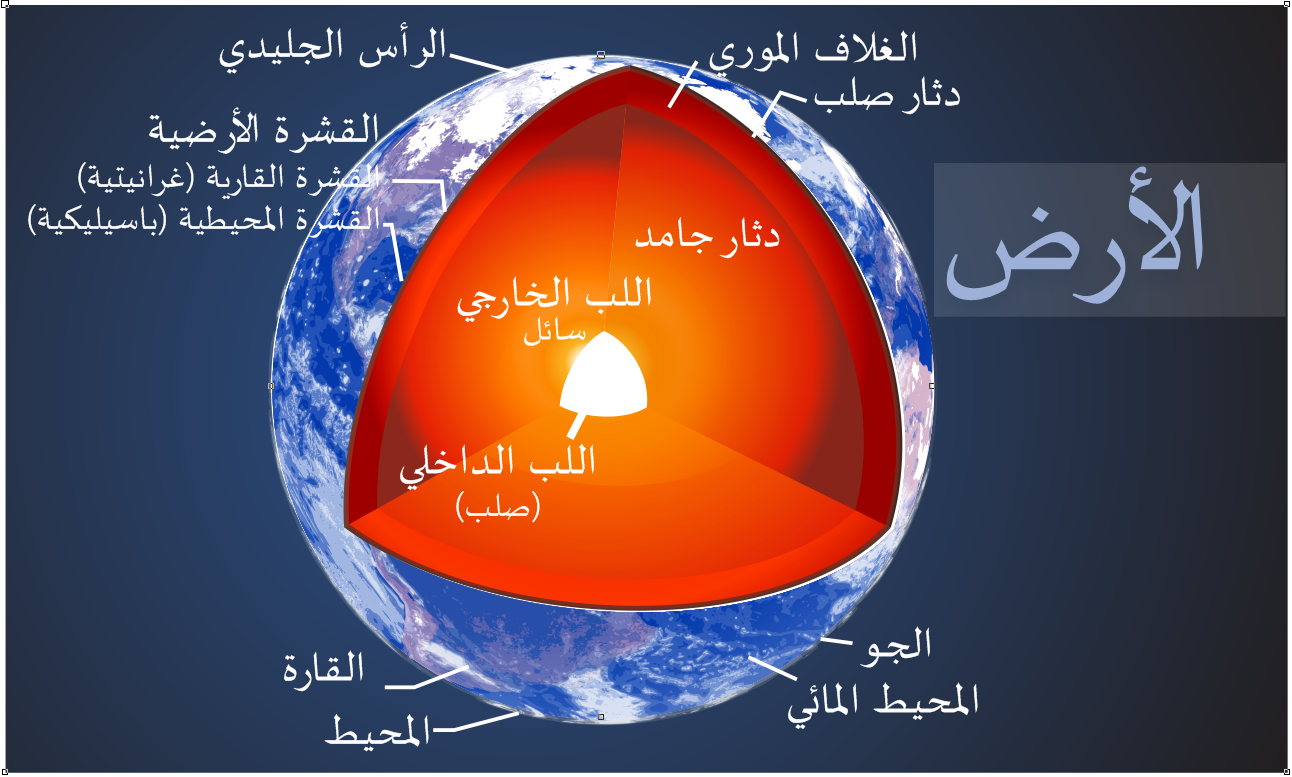
بنية كوكب الأرض

تتكون البنية الداخلية للأرض من طبقات هيكلية كروية تشبه أجزاء البيضة. ويمكن التعرف على هذه الطبقات إما من خلال الخصائص الكيميائية أو خصائص التسيل الخاصة بها. تحتوي الأرض على قشرة خارجية من السيليكات الصلبة وغطاء كثير المسام ولب خارجي سائل أقل مسامية من الغطاء ولب داخلي صلب. يعتمد الإدراك العلمي للبنية الداخلية للأرض على الملاحظات الطوبوغرافية وقياس الأعماق للصخور في البروز، وهي عينات تم إحضارها إلى السطح من أعماق كبيرة بسبب الأنشطة البركانية، وتحليل الموجات الزلزالية التي تمر عبر الأرض، بالإضافة إلى قياسات حقل الجاذبية للأرض وتجارب الأجسام البلورية الصلبة عند مستويات الضغط ودرجات الحرارة الخاصة بالعمق الداخلي للأرض.

## الافتراضات
يمكن استخدام القوة التي تحدثها الجاذبية الأرضية لحساب الكتلة الخاصة بها وعن طريق تقدير حجم الأرض يمكن حساب متوسط الكثافة الخاصة بها، كما يستطيع أيضًا رواد الفضاء حساب كتلة الأرض من مدارها والتأثيرات المفروضة على الأجسام الكويكبية القريبة. كما أن الملاحظات الخاصة بالصخور والأجسام الخاصة بالمياه والمناخ تسمح بتقدير الكتلة والحجم والكثافة الخاصة بالصخور لعمق محدد، لذلك فإن الكتلة المتبقية موجودة في الطبقات الأكثر عمقًا.

## البنية
يمكن تعريف بنية الأرض بطريقتين: عن طريق الخصائص الميكانيكية مثل التسيل أو الخصائص الكيميائية. ميكانيكيًا، يمكن تقسيمها إلى غلاف صخري، وطبقة الصخور المشوهة وغطاء الميزوسفير واللب الخارجي واللب الداخلي. كما ينقسم الجزء الداخلي للأرض إلى 5 طبقات هامة. أما كيميائيًا فيمكن تقسيم الأرض إلى القشرة والغطاء العلوي والغطاء السفلي واللب الخارجي واللب الداخلي. أما طبقات المكونات الجغرافية للأرض فتوجد عند الأعماق التالية أسفل السطح:
| العمق        | العمق       | الطبقة                                      |
| الكيلو مترات | الأميال     | الطبقة                                      |
| ------------ | ----------- | ------------------------------------------- |
| 0–60         | 0–37        | الغلاف الصخري (يتباين محليًا بين 5 و 500 كم) |
| 0–35         | 0–22        | القشرة (تختلف محليًا بين 5 و 70 كم)          |
| 35–60        | 22–37       | … أعلى جزء من الغطاء                        |
| 35–2,890     | 22–1,790    | الغطاء                                      |
| 100–200      | 62–125      | … طبقة الصخور المشوهة                       |
| 35–660       | 22–410      | … الميزوسفير العلوي (الغطاء العلوي)         |
| 660–2,890    | 410–1,790   | … الميزوسفير السفلي (الغطاء السفلي)         |
| 2,890–5,150  | 1,790–3,160 | اللب الخارجي                                |
| 5,150–6,360  | 3,160–3,954 | اللب الداخلي                                |

تم الاستدلال على طبقات الأرض بشكل غير مباشر باستخدام وقت انتقال الموجات الزلزالية المتكسرة والمنعكسة التي أنشأتها الزلازل. ولا يسمح اللب بمرور موجات القص عبره، بينما تختلف سرعة الانتقال (السرعة السيزمية) في الطبقات الأخرى. وتتسبب الاختلافات في السرعة السيزمية بين الطبقات المختلفة في التكسر بفضل قانون سنيل، مثل الطي الخفيف أثناء المرور عبر المنشور، وبالمثل، يرجع السبب في وجود الانعكاسات إلى وجود زيادة كبيرة في السرعة السيزمية التي تشبه انعكاس الضوء من المرايا.